# 厙狄迴洛
庫狄迴洛（506年—562年），名洛，字回洛，以字行，代人，鲜卑库狄氏，朔州部落人，北魏、東魏、北齊官员。

## 生平
库狄回洛年少时有勇力，身材高大壮实，最初在尔朱荣部下担任统军，建义元年（528年），参与拥立魏孝庄帝，转任别将，获赐爵毋极伯，跟随尔朱荣击败葛荣，转任都督。尔朱荣死后，库狄回洛隶属尔朱兆。中兴元年（531年）六月，高欢在信都起兵，库狄回洛率领部众归附高欢，跟随高欢在韩陵之战击败尔朱氏联军，以军功补任都督，加后将军、太中大夫，封毋极县开国子，食邑四百户。库狄回洛又升任右厢都督，进爵为毋极县伯，增加食邑一百户。库狄回洛跟随高欢征讨山胡，作为先锋斩下敌人首级，转任左厢都督，出任使持节、都督东朔州诸军事、东朔州刺史，很快加号镇东将军、金紫光禄大夫，进爵为毋极县公。库狄回洛又在河阳击败宇文泰，转任使持节、都督西夏州诸军事、西夏州刺史。邙山之战，库狄回洛奋力作战有功，增加食邑总计七百户。高澄继承霸府，库狄回洛加征西大将军、仪同三司、很快加骠骑大将军，封临淄县散子，出任东受阳大都督，跟随高澄平定颍川。齐文宣帝高洋接受禅让建立北齐，因为库狄回洛是开国元勋，加库狄回洛开府仪同三司，另外封东燕县开国子，库狄回洛又兼任中护军，外任使持节、都督建州诸军事、建州刺史，转任离石大都督、岢岚领民都督、黑水领民都督。天保末年，库狄回洛改开府三司为三师，食干章武郡，加特进，出任使持节、都督肆州诸军事、肆州刺史。齐孝昭帝高演即位，库狄回洛封顺阳郡王，出任使持节、都督朔州诸军事、朔州刺史，食干博陵郡。大宁二年（562年），库狄回洛兼任太尉公、出任太子太师。大宁二年三月，库狄回洛在邺城因病去世，虚岁五十七，在晋阳大法寺出殡，朝廷赠予使持節、都督定瀛济恒朔雲六州诸军事、定州刺史、太尉公、顺阳郡王如故，贈物一千段，以太牢祭祀，河清元年岁次壬午八月戊戌朔十二日己酉（562年9月25日）葬于朔州城南。

## 家庭

### 祖父
- 库狄某，大酋长[1]

### 父亲
- 库狄某，小酋长[1]

### 夫人
- 斛律昭男，第一领民酋长、左光禄大夫、广汉公斛律可知陵之女，封武始郡君[1]
- 尉娘娘，安西将军、东徐州刺史尉天生之女[1]

### 子女
- 库狄光先，斛律昭男所生[1]
- 库狄天智，斛律昭男所生[1]

## 延伸阅读
[在维基数据编辑]
 《北齊書/卷19》，出自李百药《北齊書》
 《北史·卷053》，出自李延壽《北史》